# Fi 156 Рода
Fi 156 Рода је једнокрилни дво- или троседи вишенаменски авион мешовите конструкције метал-дрво-платно са неувлачивим класичним стајним трапом. Производио се у Нацистичкој Немачкој у фабрици Физлер.

## Развој
Прототип овог авиона чије летне карактеристике нису достигнуте више од 35 година - могао је да слети на само 20 метара - полетео је у пролеће 1936. године. Био је изузетно покретљив на малим брзинама и у потпуности је испуњавао СТОЛ услове. Такође, то један од свега четири типа авиона који су ратовали буквално од првог до задњег дана Другог светског рата у Европи. После испитивања заробљених примерака Савезници су закључили да је то авион без премца у свету у својој класи и да они немају ништа ни приближно тако добро. Шта више, Винстон Черчил је за свој лични транспорт користио једну од укупно 47 заплењених Рода. Овај тип авиона користио је и Ото Скорцени 12. септембра 1943. када је избавио Мусолинија из заробљеништва у планинском масиву Гранд Сасо. Само током рата произведено је 2.549 Рода, а после рата производња је настављена у Чехословачкој под ознаком К 65 Чап и Француској.

## Технички опис
Авион Fieseler Fi 156 Рода је једнокрили, висококрилни (парасол) вишеседи једномоторни авион мешовите конструкције.
Носећа структура трупа авиона је била направљена као заварена решеткаста конструкција од високо легираних хром молидбен челика високе чврстоће. Носач мотора је био од заварених челичних цеви. Предњи део трупа где се налазио мотор, био је пресвучен алуминијумским лимом, а остатак трупа био је обложен импрегнираним платном. У трупу се налазила кабина са три или четири седишта постављена једно иза другог. Пилот је седео на првом седишту. Кабина је била затворена покривена великом стакленом површином која је омогућавала изванредну видљивост околине авиона. Она је била шира од трупа авиона тако да је посада могла да гледа терен испод авиона не протурајући главу из кабине (шау фенстер). Кров кабине је такође био од плексигласа а по облику је пратио горњу површину крила.
Авион је најчешће био опремљен ваздухом хлађеним линијским осмоцилиндричним мотором обрнутог "V" распореда (цилиндри су окренути на доле), Argus Аs10C снаге 240 KS или Argus As10Р снаге 270 KS. Издувне цеви из цилиндара мотора су изведене кроз капотажу мотора на трбух авиона. На вратилу мотора је била причвршћена двокрака вучна, дрвена елиса, непроменљивог корака и пречника 2,60 m,
Крила су била дрвене конструкције, правоугаоног облика обложена импрегнираним платном. Оса крила је била управна на осу авиона. Дуж нападне ивице крила и то целом дужином су се налазила предкрила која су омогућавала повећање узгона. На излазној ивици крила такође целом дужином крила су се налазила закрилца. Овака конструкција крила су омогућавала овом авиону СТОЛ карактеристике.
Конструкције репних крила и вертикални стабилизатор као и кормило правца су биле направљене као металне конструкције пресвучене импрегнираним платном. Хоризонтални репни стабилизатори су затезницама били укрућени за вертикални стабилизатор авиона.
Стајни трап: Aвион је имао класичан стајни трап са два точка опремљена гумама ниског притиска (балон гуме) напред и клавирски гумени точак на репу авиона као трећу ослону тачку авиона. Предњи точкови су били опремљени механичким кочницама.

## Варијанте авиона Fi 156 Рода
- Fi 156 A0 - A1 - авиони са различитим стајним органом (тражење                                                  најповољнијег решења)
- Fi 156 B          - модификација стајног органа
- Fi 156 C0 - C5 - авион са митраљезом, транспортна верзија, мотор Аs                                          10Р, тропска верзија са филтерима за песак и прашину
- Fi 156 D0 - D1 - санитетска верзија
- Fi 156 E0        - варијанта са посебном шасијом
- Fi 156 P          - бомбардерска верзија авиона "Рода"
- Mraz K 65 Čáp - чешка варијанта авиона "Рода"
- MS 500/502     - авиони "Рода" произведени у Morane Saulnier Француска
- ОКА-38 Аист   - руска верзија авиона "Рода" Fi 156 A направљен 1 прототип 1940. године

## Оперативно коришћење
Укупна производња достигла 2.900 примерака. Производио се у Немачкој (Fieseler Flugzeugbau GmbH), СССР-у (Antonov) производен 1 примерак на основу лиценце, у Француској (Morane-Saulnier) је произведено 925 примерака, у Румунији (ICAR) је производено 80 комада на основу лиценце, а у Чехословачкој (Mraz) је направљено 138 авиона. Само током рата произведено је 2.549 Рода, а после рата производња је настављена у Чехословачкој под ознаком К 65 Чап (Mraz K 65 Čáp) и Француској (Morane Saulnier MS 500).
Авион Fi 156 са својим екстремним СТОЛ карактеристикама (каратко полетање и слетање) - развијен је као авион за везу, извиђање, корекцију артиљеријске ватре, фотоснимање, санитет итд, током своје дуге употребе доживео је веома различите примене. После рата овај авион је нашао широку примену и у цивилству. Коришћен је у пољопривреди за запрашивање и прихрану усева, за транспорт путника, поште и робе, за вучу једрилица и спортском ваздухопловству, у служби спашавања итд.

## Југославија
Ваздухопловство војске Краљевине Југославије је 1940. купило двадесет Рода, које су углавном уништене у Априлском рату. Крајем рата јединице НОВЈ заробиле су осам Рода, а 1947. набављено је још 14 авиона из Чехословачке. Били су у наоружању РВ-а све до 1957. године када су предате на употребу ВСЈ, где је последњи примерак расходован 1960. године.
Крајем педесетих година разматрана је могућност да се оригинални Аргус мотори којима је истицао ресурс замене америчким боксер-моторима Лајкоминг (Lycoming), али се од тога одустало јер је рачуница показала да то не би било рентабилно.

## Коришћење
| - Бугарска - Чешка - Египат - Нацистичка Немачка - Грчка - Италија - Норвешка - Пољска | - Румунија - Словенија - Шпанија - Шведска - Швајцарска - Уједињено Краљевство - Југославија |